# Harreberg
Harreberg là một xã trong vùng Grand Est, thuộc tỉnh Moselle, quận Sarrebourg, tổng Sarrebourg. Tọa độ địa lý của xã là 48° 40' vĩ độ bắc, 07° 10' kinh độ đông. Harreberg nằm trên độ cao trung bình là 440 mét trên mực nước biển, có điểm thấp nhất là 259 mét và điểm cao nhất là 505 mét. Xã có diện tích 6,34 km², dân số vào thời điểm 2004 là 365 người; mật độ dân số là 57 người/km². Xã nằm khoảng 12 km về phía đông nam của Sarrebourg.

## Thông tin nhân khẩu
| 1962 | 1968 | 1975 | 1982 | 1990 | 1999 |
| ---- | ---- | ---- | ---- | ---- | ---- |
| 321  | 326  | 333  | 340  | 369  | 352  |